# Ребріхинський район
Ребрі́хинський район (рос. Ребрихинский район) — район у складі Алтайського краю Російської Федерації.
Адміністративний центр — село Ребріха.

## Історія
Район утворений 1924 року.

## Населення
Населення — 22664 особи (2019; 24559 в 2010, 28238 у 2002).

## Адміністративний поділ
Район адміністративно поділяється на 13 сільських поселень (сільрад):
| Поселення                            | Площа, км² | Населення, осіб (2002) | Населення, осіб (2010) | Населення, осіб (2019) | Центр            | Населені пункти |
| ------------------------------------ | ---------- | ---------------------- | ---------------------- | ---------------------- | ---------------- | --------------- |
| Біловська сільська рада              | 289,64     | 2578                   | 2126                   | 1843                   | Білово           | 2               |
| Боровлянська сільська рада           | 172,03     | 993                    | 734                    | 636                    | Боровлянка       | 2               |
| Вороніхинська сільська рада          | 164,40     | 1166                   | 969                    | 826                    | Вороніха         | 1               |
| Зеленорощинська сільська рада        | 109,36     | 1083                   | 948                    | 763                    | Зелена Роща      | 4               |
| Зиминська сільська рада              | 136,21     | 1158                   | 1052                   | 939                    | Зимино           | 2               |
| Клочківська сільська рада            | 252,72     | 1237                   | 1145                   | 1103                   | Клочки           | 1               |
| Пановська сільська рада              | 164,46     | 1707                   | 1356                   | 1206                   | Паново           | 4               |
| Плоскосемінська сільська рада        | 111,03     | 515                    | 383                    | 295                    | Плоскосемінський | 1               |
| Підстепнівська сільська рада         | 305,60     | 1293                   | 974                    | 819                    | Підстепне        | 1               |
| Ребріхинська сільська рада           | 518,74     | 11068                  | 10109                  | 9658                   | Ребріха (село)   | 6               |
| Рожнє-Логівська сільська рада        | 193,88     | 1315                   | 1061                   | 898                    | Рожнєв Лог       | 2               |
| Станційно-Ребріхинська сільська рада | 35,06      | 2660                   | 2441                   | 2588                   | Ребріха (селище) | 1               |
| Усть-Мосіхинська сільська рада       | 205,81     | 1465                   | 1261                   | 1090                   | Усть-Мосіха      | 1               |

- 2014 року ліквідована Георгієвська сільська рада, територія увійшла до складу Біловської сільради[4].
- 2015 року ліквідовані Куликовська сільська рада та Шуміліхинська сільська рада, території увійшли до складу Ребріхинської сільради[5].
- 2019 року ліквідована Яснополянська сільська рада, територія увійшла до складу Ребріхинської сільради[6].

## Найбільші населені пункти
Нижче подано список населених пунктів з чисельністю населенням понад 1000 осіб:
| № | Населений пункт  | Населення, осіб (2002) | Населення, осіб (2010) |
| - | ---------------- | ---------------------- | ---------------------- |
| 1 | Ребріха (село)   | 8928                   | 8468                   |
| 2 | Ребріха (селище) | 2660                   | 2441                   |
| 3 | Білово           | 1781                   | 1553                   |
| 4 | Усть-Мосіха      | 1465                   | 1261                   |
| 5 | Клочки           | 1237                   | 1145                   |
| 6 | Зимино           | 1076                   | 1014                   |